# Хіз-Аб
Хіз-Аб (перс. خيزاب) — село в Ірані, у дегестані Гамзеглу, в Центральному бахші, шагрестані Хомейн остану Марказі. За даними перепису 2006 року, його населення становило 106 осіб, що проживали у складі 35 сімей.

## Клімат
Середня річна температура становить 13,17°C, середня максимальна – 31,96°C, а середня мінімальна – -9,26°C. Середня річна кількість опадів – 216 мм.
| Клімат поселення                              | Клімат поселення | Клімат поселення | Клімат поселення | Клімат поселення | Клімат поселення | Клімат поселення | Клімат поселення | Клімат поселення | Клімат поселення | Клімат поселення | Клімат поселення | Клімат поселення | Клімат поселення |
| Показник                                      | Січ.             | Лют.             | Бер.             | Квіт.            | Трав.            | Черв.            | Лип.             | Серп.            | Вер.             | Жовт.            | Лист.            | Груд.            |                  |
| Середній максимум, °C                         | 9,60             | 11,52            | 16,82            | 21,41            | 25,43            | 30,40            | 31,96            | 31,32            | 27,62            | 21,94            | 15,94            | 9,66             |                  |
| Середня температура, °C                       | 0,18             | 2,08             | 7,38             | 11,98            | 16,01            | 20,96            | 25,46            | 24,82            | 21,11            | 15,45            | 9,44             | 3,15             |                  |
| Середній мінімум, °C                          | −9,26            | −7,36            | −2,04            | 2,54             | 6,56             | 11,54            | 18,95            | 18,31            | 14,60            | 8,95             | 2,94             | −3,34            |                  |
| Норма опадів, мм                              | 36               | 34               | 39               | 26               | 17               | 2                | 2                | 1                | 0                | 8                | 21               | 30               |                  |
| Середньомісячна швидкість вітру, м/с          | 1.66             | 2.01             | 3.04             | 2.81             | 2.77             | 2.52             | 2.45             | 2.30             | 2.18             | 2.22             | 2.00             | 1.40             |                  |
| Середньомісячна сонячна радіація, кДж/м²·день | 9613             | 13005            | 15391            | 18756            | 22555            | 26816            | 25759            | 24385            | 21426            | 16020            | 11389            | 9336             |                  |
| --------------------------------------------- | ---------------- | ---------------- | ---------------- | ---------------- | ---------------- | ---------------- | ---------------- | ---------------- | ---------------- | ---------------- | ---------------- | ---------------- | ---------------- |
| Джерело:                                      |                  |                  |                  |                  |                  |                  |                  |                  |                  |                  |                  |                  |                  |